# Music to Crash Your Car to: Volume 1
Music to Crash Your Car to: Volume 1  é uma box-set contendo os quatro primeiros álbuns da banda Mötley Crüe. Muitas faixas são re-editadas para o formato em CD, incluindo faixas bônus ("Too Fast for Love", "Shout at the Devil", "Theatre of Pain e Girls", "Girls, Girls"). Como um bônus adicionado, a versão original de "Too Fast For Love" (leathur mix) também fora adicionada.
Um segundo volume foi lançado, contendo os álbuns dos outros anos da banda.

## Faixas
Disco 1
1. "Live Wire" [Leathur Original Mix]
2. "Public Enemy No. 1" [Leathur Original Mix]
3. "Take Me to the Top" [Leathur Original Mix]
4. "Merry-Go-Round" [Leathur Original Mix]
5. "Piece of Your Action" [Leathur Original Mix]
6. "Starry Eyes" [Leathur Original Leathur Mix]
7. "Stick to Your Guns" [Leathur Original Mix]
8. "Come on and Dance" [Leathur Original Mix]
9. "Too Fast for Love" [Leathur Original Mix]
10. "On With the Show" [Leathur Original Mix]
11. "Live Wire"
12. "Come on and Dance"
13. "Public Enemy No. 1"
14. "Merry-Go-Round"
15. "Take Me to the Top"
16. "Piece of Your Action"
17. "Starry Eyes"
18. "Too Fast for Love"
19. "On with the Show"

Disco 2
1. "Toast of the Town"
2. "Tonight"
3. "Too Fast for Love" [Intro Alternada]
4. "Merry-Go-Round" [Ao Vivo]
5. "In the Beginning"
6. "Shout at the Devil"
7. "Looks That Kill"
8. "Bastard"
9. "God Bless the Children of the Beast"
10. "Helter Skelter"
11. "Red Hot"
12. "Too Young to Fall in Love"
13. "Knock 'Em Dead Kid"
14. "Ten Seconds to Love"
15. "Danger"
16. "Shout at the Devil" [Demo]
17. "Looks That Kill" [Demo]
18. "Hotter Than Hell" [Demo]
19. "I Will Survive"
20. "Too Young to Fall in Love" [Demo]

Disco 3
1. "City Boys Blues"
2. "Smokin' in the Boys Room"
3. "Louder Than Hell"
4. "Keep Your Eye on the Money"
5. "Home Sweet Home"
6. "Tonight (We Need a Lover)"
7. "Use It or Lose It"
8. "Save Our Souls"
9. "Raise Your Hands to Rock"
10. "Fight for Your Rights"
11. "Home Sweet Home" [Demo]
12. "Smokin' in the Boys Room" [Solo de guitarra alternado]
13. "City Boy Blues" [Demo]
14. "Home Sweet Home" [Instrumental Rough Mix]
15. "Keep Your Eye on the Money" [Demo]
16. Tommy's Drum Piece from Cherokee Studios

Disco 4
1. "Wild Side"
2. "Girls, Girls, Girls"
3. "Dancing on Glass"
4. "Bad Boy Boogie"
5. "Nona"
6. "Five Years Dead"
7. "All in the Name Of..."
8. "Sumthin' for Nuthin'"
9. "You're All I Need"
10. "Jailhouse Rock" [Ao Vivo]
11. "Girls, Girls, Girls" [Tom Werman & Band Intro -- Rough Instrumental Mix]
12. "Wild Side" [Instrumental -- Rough Mix of Instrumental Track]
13. "Rodeo"
14. "Nona" [Instrumental Demo Idea]
15. "All in the Name Of..." [Ao Vivo]